# Митчелл, Элизабет
Эли́забет Ми́тчелл (англ. Elizabeth Mitchell; род. 27 марта 1970, Лос-Анджелес, Калифорния) — американская актриса, наиболее известная благодаря роли Джульет Бёрк в сериале ABC «Остаться в живых» (2006—2010). Митчелл также снялась в сериалах «Визитёры» (2009—2011), «Революция» (2012—2014) и «Разгар лета» (2016).

## Биография
Элизабет Митчелл родилась в Лос-Анджелесе (штат Калифорния). Вскоре после рождения её родители переезжают в Даллас, Техас. Митчелл окончила Старшую школу исполнительских и визуальных видов искусства Б. Т. Вашингтона в театральном районе в центре Далласа. После, она получила степень бакалавра искусств в колледже Стефенс, а также продолжила своё обучение в Британском филиале Американской академии драмы. К тому же, она провела шесть лет за работой в Центральном театре Далласа и один год в театрах Encore Company.
До дебюта на экране Митчелл выступала на театральной сцене. Она появилась в таких постановках как «Чикаго», «As You Like It», «A Funny Thing Happened on the Way to the Forum», «Measure for Measure» и «Baby». На телевидении она начала свою карьеру с роли в дневной мыльной опере ABC «Бесконечная любовь» в 1994-95 годах, после чего снялась в ряде недолго просуществовавших сериалов, каждый из которых был закрыт после одного сезона. Её первым успехом можно считать роль любовницы персонажа Анджелины Джоли в телефильме HBO «Джиа» (1998). В 2000—2001 годах, Митчелл взяла на себя второстепенную роль в сериале NBC «Скорая помощь», а затем появилась в фильмах «Радиоволна» (2000), «Санта-Клаус 2» (2002) и Санта-Клаус 3 (2006).
Митчелл получила наибольшую известность благодаря роли Джульет Бёрк в сериале ABC «Остаться в живых», где она снималась с 2006 по 2010 год. Эта роль в 2010 году принесла ей номинацию на премию «Эмми». Параллельно со съемками в финальном сезоне «Остаться в живых», ABC взял её на ведущую роль в свой новый сериал «Визитёры», который является ремейком одноимённого шоу 1980-х. Шоу было закрыто после двух сезонов. В 2012 году она была приглашена на одну из ролей в сериал NBC «Революция». Шоу также было закрыто после двух сезонов. После его закрытия, Митчелл присоединилась во второстепенной роли к четвёртому сезону сериала ABC «Однажды в сказке».

## Личная жизнь
Во время съёмок фильма «История Линды МакКартни» в 2000 году, Митчелл начала встречаться с коллегой по фильму Гэри Бейкуэллом. Они были помолвлены до расставания в 2002 году.
С 2004 по 2013 год Митчелл была замужем за актёром-импровизатором Крисом Солдевийя. У бывших супругов есть сын — Кристофер Джозеф Солдевийя (род. 2005).

## Избранная фильмография
| Год          |    | Русское название                                                         | Оригинальное название                                    | Роль                                   |
| ------------ | -- | ------------------------------------------------------------------------ | -------------------------------------------------------- | -------------------------------------- |
| 1993         | с  | Опасные повороты                                                         | Dangerous Curves                                         | Беттани Хейнс                          |
| 1994—1995    | с  | Бесконечная любовь                                                       | Loving                                                   | Дина Ли Мейберри Олден Маккензи        |
| 1996         | с  | Пожарные Лос-Анджелеса                                                   | L.A. Firefighters                                        | Лаура Мэллой                           |
| 1996         | с  | Часовой                                                                  | The Sentinel                                             | Венди Хоторн                           |
| 1997         | с  | Военно-юридическая служба                                                | JAG                                                      | Лейтенант Сандра Гилберт               |
| 1997         | тф | Комфорт, штат Техас                                                      | Comfort, Texas                                           | Труди                                  |
| 1998         | тф | Джиа                                                                     | Gia                                                      | Линда                                  |
| 1998         | с  | Значимые другие                                                          | Significant Others                                       | Джейн Чейсен                           |
| 1999         | ф  | Молли                                                                    | Molly                                                    | Беверли                                |
| 1999—2000    | с  | Время твоей жизни                                                        | Time of Your Life                                        | Эшли Холлоуэй                          |
| 2000         | ф  | Радиоволна                                                               | Frequency                                                | Джулия Салливан                        |
| 2000         | ф  | Сестричка Бетти                                                          | Nurse Betty                                              | Хлоя Дженсен                           |
| 2000         | тф | История Линды Маккартни                                                  | The Linda McCartney Story                                | Линда Маккартни                        |
| 2000—2001    | с  | Скорая помощь                                                            | ER                                                       | Доктор Ким Легаспи                     |
| 2001         | ф  | Голливуд Пальмы                                                          | Hollywood Palms                                          | Блэр                                   |
| 2001         | с  | Зверь                                                                    | The Beast                                                | Алиса Алленби                          |
| 2001         | ф  | Контрольный выстрел                                                      | Double Bang                                              | Доктор Карен Винтермен                 |
| 2001         | с  | Спин-Сити                                                                | Spin City                                                | Нэнси Уилер                            |
| 2002         | тф | Мужчина и мальчик                                                        | Man and Boy                                              | Сид Мейсон                             |
| 2002         | ф  | Санта-Клаус 2                                                            | The Santa Clause 2                                       | Миссис Клаус / Кэрол Ньюман-Кэлвин     |
| 2003         | с  |                                                                          | The Lyon’s Den                                           | Ариэль Сэксон                          |
| 2003         | с  | Закон и порядок: Специальный корпус                                      | Law & Order: Special Victims Unit                        | Андреа Браун                           |
| 2003         | с  | C.S.I.: Место преступления                                               | CSI: Crime Scene Investigation                           | Мелисса Винсерс                        |
| 2004         | тф | Парк Грамерси                                                            | Gramercy Park                                            | Тейлор Эллиот Куинн                    |
| 2004         | с  | Любовь вдовца                                                            | Everwood                                                 | Сара Бек                               |
| 2004         | с  | Юристы Бостона                                                           | Boston Legal                                             | Кристин Поли                           |
| 2004         | тф | 3: История Дейла Эрнхардта                                               | 3: The Dale Earnhardt Story                              | Тереза Эрнхардт                        |
| 2004         | с  | Доктор Хаус                                                              | House                                                    | сестра Мэри Августин                   |
| 2006         | тф | Шанс Хаскетта                                                            | Haskett’s Chance                                         | Энн Хаскетт                            |
| 2006         | ф  | Беги без оглядки                                                         | Running Scared                                           | Эдель                                  |
| 2006         | ф  | Санта-Клаус 3                                                            | The Santa Clause 3: The Escape Clause                    | Миссис Клаус / Кэрол Ньюман-Кэлвин     |
| 2006—2010    | с  | Остаться в живых                                                         | Lost                                                     | Джульет Бёрк                           |
| 2009—2011    | с  | Визитёры                                                                 | V                                                        | Эрика Эванс                            |
| 2011         | с  | CollegeHumor Originals                                                   | CollegeHumor Originals                                   | Рэйчел / клон Рэйчел                   |
| 2011         | с  | Закон и порядок: Специальный корпус                                      | Law & Order: Special Victims Unit                        | Джун Фрай                              |
| 2011         | ф  | Ответы ни к чему                                                         | Answers to Nothing                                       | Кейт                                   |
| 2012—2014    | с  | Революция                                                                | Revolution                                               | Рэйчел Мэтисон                         |
| 2013         | тф | Судебное обвинение Кейси Энтони                                          | Prosecuting Casey Anthony                                | Линда Дрэйн Бэрди                      |
| 2013         | тф | Прошлое Рождество Кристин                                                | Kristin’s Christmas Past                                 | Барбара                                |
| 2014         | с  | Однажды в сказке                                                         | Once Upon A Time                                         | Ингрид / Снежная королева / Сара Фишер |
| 2015         | с  | Жизнь Гортимера Гиббона на Нормальной Улице                              | Gortimer Gibbon’s Life on Normal Street                  | Мелоди Фуллер                          |
| 2015         | с  | Пересекая черту                                                          | Crossing Lines’                                          | Карин Странд                           |
| 2016         | ф  | Судная ночь 3                                                            | The Purge: Election Year                                 | Сенатор Шарлин Роан                    |
| 2016         | с  | Разгар лета                                                              | Dead Of Summer                                           | Дебора Карпентер                       |
| 2017         | с  | Без лица                                                                 | Face Off                                                 |                                        |
| 2018         | с  | Пространство                                                             | The Expanse                                              | Преподобный доктор Анна Воловодова     |
| 2019         | с  | Слепая зона                                                              | Blindspot                                                | Скарлетт Майерс                        |
| 2020         | ф  | Что мы нашли                                                             | What We Found                                            | Кэтрин Хиллман                         |
| 2021         | ф  | Дрянные старушки                                                         | Queen Bees                                               | Лора Уилсон                            |
| 2021         | с  | Хороший доктор                                                           | The Good Doctor                                          | Дэнни Миллер                           |
| 2021 — н. в. | с  | Внешние отмели                                                           | Outer Banks                                              | Карла Лимбри                           |
| 2022         | ф  | Когда время стало громче                                                 | When Time Got Louder                                     | Тиш Питерсон                           |
| 2022         | с  | ФБР: За границей                                                         | FBI: International                                       | Анджела Кэссиди                        |
| 2022         | с  | Первое убийство                                                          | First Kill                                               | Марго Фэрмонт                          |
| 2022—2023    | с  | Санта-Клаусы                                                             | The Santa Clauses                                        | Кэрол Келвин / Миссис Клаус            |
| 2023         | ф  | Инопланетяне похитили моих родителей, и теперь я чувствую себя покинутым | Aliens Abducted My Parents and Now I Feel Kinda Left Out | Вера                                   |
| 2024         | ф  | Звук надежды: История Поссум-Трот                                        | Sound of Hope: The Story of Possum Trot                  | Сьюзан Рэмси                           |